# Matthew Harkins

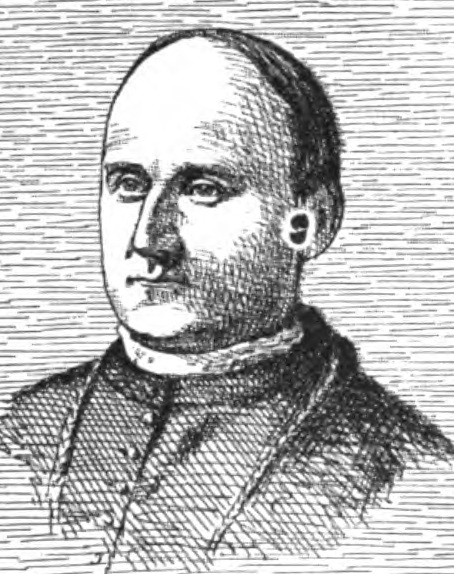
Matthew Harkins

Matthew Harkins (* 17. November 1845 in Boston, USA; † 25. Mai 1921 in Providence, Rhode Island, USA) war ein US-amerikanischer Geistlicher und römisch-katholischer Bischof von Providence.

## Leben
Matthew Harkins besuchte die Schulen in der Bostoner Tremont Street sowie in Quincy und von 1859 bis 1869 die Lateinschule in Boston. Anschließend studierte er Katholische Theologie und Philosophie am College of the Holy Cross in Worcester und am Priesterseminar St. Sulpice in Paris. Er empfing am 22. Mai 1869 das Sakrament der Priesterweihe. Matthew Harkins studierte danach Kirchenrecht an der Päpstlichen Universität Gregoriana in Rom.
1870 wurde Harkins Kurat an der Church of the Immaculate Conception in Salem. Von 1876 bis 1884 war er Pfarrer der Pfarrei St. Malachi in Arlington. Anschließend wurde Matthew Harkins Pfarrer der Pfarrei St. James in Boston.
Am 11. Februar 1887 ernannte ihn Papst Leo XIII. zum Bischof von Providence. Der Erzbischof von Boston, John Joseph Williams, spendete ihm am 14. April desselben Jahres in der Kathedrale Saints Peter and Paul in Providence die Bischofsweihe; Mitkonsekratoren waren der Bischof von Hartford, Lawrence Stephen McMahon, und der Bischof von Springfield, Patrick Thomas O’Reilly.